# An Bun Beag
An Bun Beag (irisch „die kleine Flussmündung“, anglisiert Bunbeg) ist ein Dorf im County Donegal (Republik Irland) mit 749 Einwohnern (Stand 2022).

## Lage
An Bun Beag liegt etwa 50 Kilometer westnordwestlich von Letterkenny in Gweedore und gehört somit zur Gaeltacht. Durch die Ortschaft führt die R257 nach Gort an Choirce. Die R258 beginnt östlich von An Bun Beag an der N56 und führt zum Hafen von Bunbeg. Der River Clady fließt hier in den Crolly River, der wiederum beim Hafen von An Bun Beag in den Atlantik mündet. Vom Hafen aus werden Fährverbindungen nach Tory Island und Gola Island angeboten.

## Sturm vom 23. Juni 2009
Durch ein Orkantief am 23. Juni 2009 wurde die Halbinsel Gaoth Dobhair (Gweedore) durch den Niederschlag und durch die aufgestauten Wassermengen der Flüsse überflutet. Die Dörfer An Bun Beag und Doirí Beaga (Derrybeg) wurden davon besonders getroffen.

## Tourismus

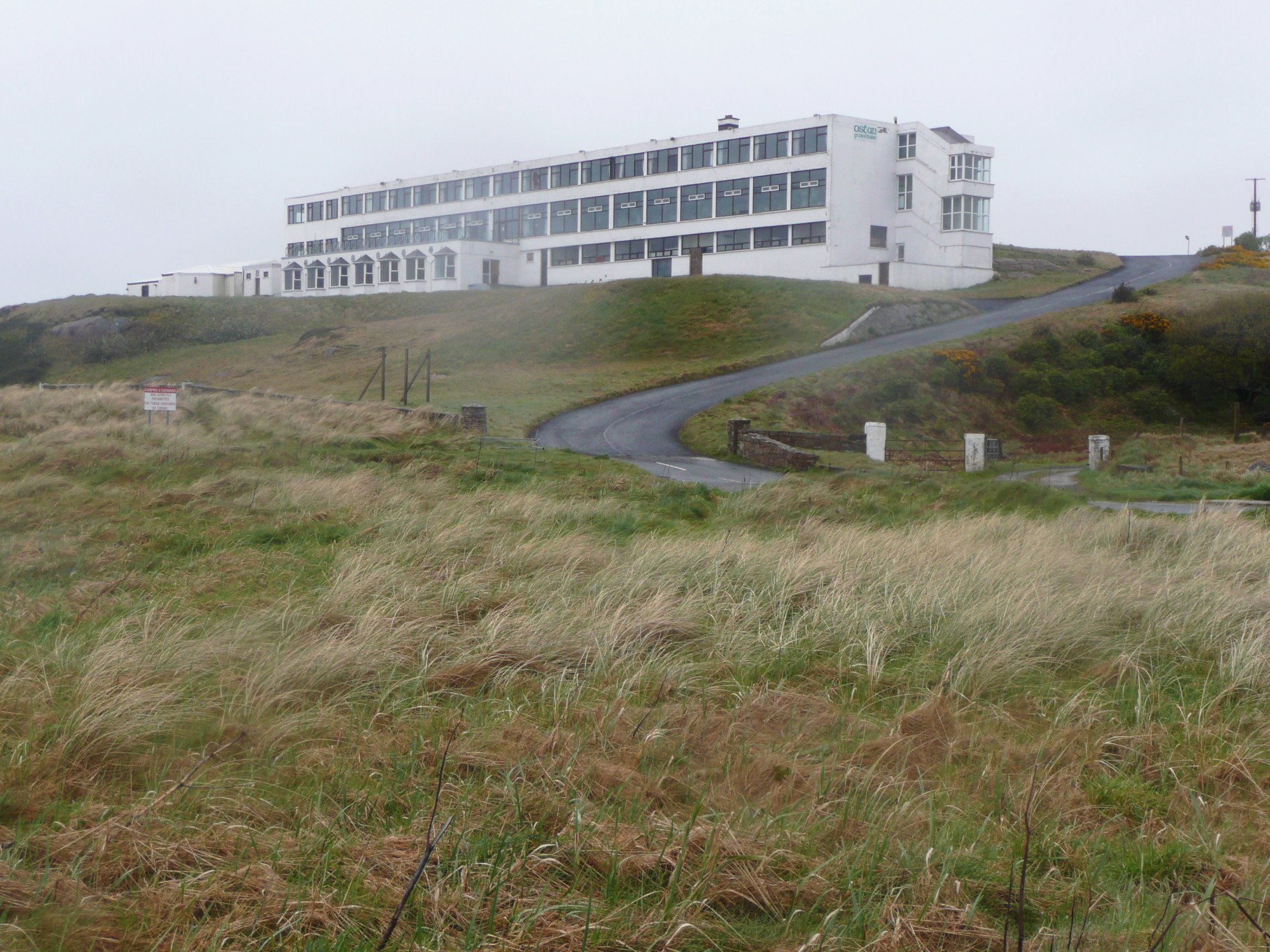
Óstán Gaoth Dobhair

Die beiden großen Hotels vor Ort, Óstán Ghaoth Dobhair und Óstán Radharc na Mara wurden 2015 geschlossen. 2020 sollten sie renoviert werden. Derzeit werden sie noch als Flüchtlingsunterkünfte genutzt.

## Sehenswürdigkeiten
- St. Patrick’s Church, anglikanische Kirche

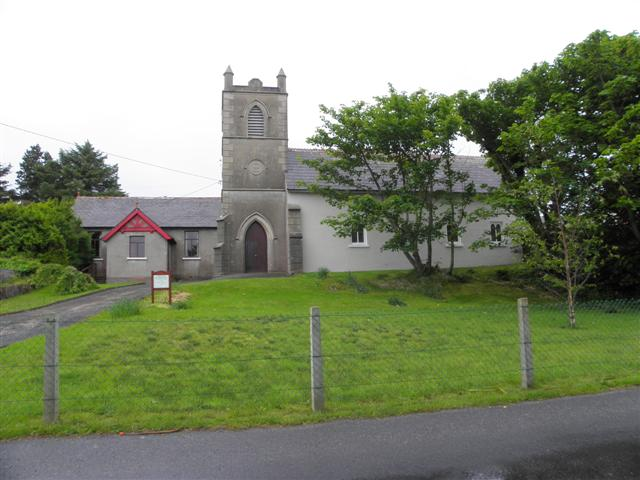
St. Patrick’s Church
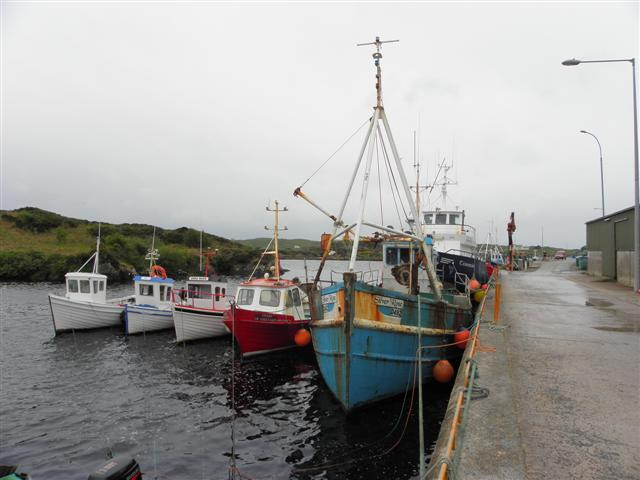
Hafen von Bunbeg

### Bád Eddie
Nahezu als Sehenswürdigkeit gilt mittlerweile das Schiffswrack am Strand von Bunbeg namens Bád Eddie (Eddies Boot). Das große Fischerboot war ursprünglich in der Bretagne, Frankreich gebaut worden und trug den Namen „Ami Des Flots“ (deutsch: Freund der Wellen). Der Name wurde zum irischen Cara na Mara (deutsch: Freund der See) geändert. Seinen letzten Namen erhielt er nach seinem letzten Eigentümer. 1977 landete es an, damit kleinere Reparaturen vorgenommen werden sollten. Unbekannt ist, warum es dort blieb. Bekannt wurde das Wrack durch das Musikvideo In a Lifetime der irischen Band Clannad, die hier durch Bono unterstützt wurde. Das Boot wurde auch in der Vogue gezeigt. Michael Moore erwähnte, dass der Blick auf das Schiff ihn zum Ende seines Buches Volle Deckung, Mr. Bush (Originaltitel: Dude, Where’s My Country?).
Zuletzt wurde versucht, den Verfall des Bootes aufzuhalten, nachdem es jahrzehntelang der Witterung und den Wellen ausgesetzt war.

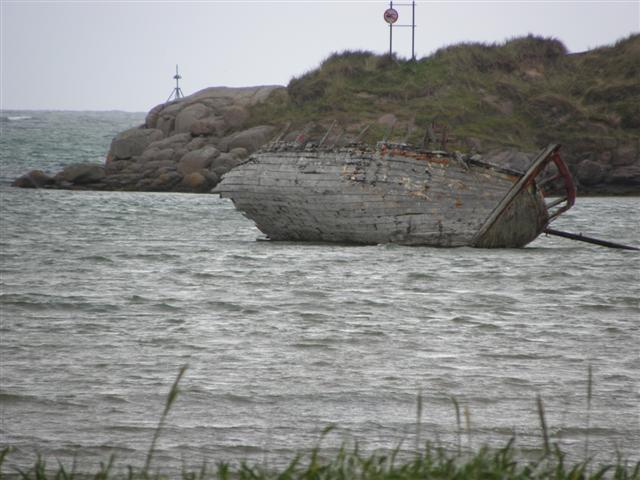
Bád Eddie (2011)

## Persönlichkeiten
- Vincent Coll (1908–1932), Auftragsmörder, wurde in der Etage oberhalb des Pubs Teach Hiúdaí Beag geboren